# Epinotia hopkinsana
Epinotia hopkinsana es una especie de polilla del género Epinotia, categorizada en la tribu Eucosmini, de la subfamilia Olethreutinae.

## Distribución
Se distribuye por América del Norte: en los Estados Unidos, en Hoquiam.

## Taxonomía
Fue descrita por Kearfott en 1907.
Tratamiento taxonómico
La especie aparece registrada y publicada en Trans. Am. ent. Soc. 33: 36.